# NewsX
『newsX』（ニュースクロス）は、2025年（令和7年）3月31日からCBCテレビで放送されている報道番組（ローカルニュース番組）である。

## 概要
CBCテレビでは分社前の旧・中部日本放送時代の1999年（平成11年）開始の『ユーガッタ!CBC』以降、2025年3月にかけて平日夕方のローカルニュース枠はワイド番組『ユーガッタ!CBC』→『イッポウ』→『チャント!』に内包する形で放送していたが、2025年春の番組改編で『チャント!』の18時台の放送枠を分離・独立させ、1974年（昭和49年）から1999年（平成11年）にかけて放送された『CBCニュースワイド』以来、26年ぶりとなる平日夕方のローカルニュース単独番組として当番組を開始した。

## 出演者
番組開始時点では全員が『チャント!』からの続投。

肩書きの記載がない者は全てCBCテレビアナウンサー。

### メインキャスター
- 若狭敬一

### キャスター
- 柳沢彩美
- 古川枝里子

### サブキャスター
- 松本道弥（木）
- 小川実桜（月・隔週火　月曜気象コーナー兼務）
- 瀧川幸樹（隔週・火水）
- 友廣南実（金）
- 中村彩賀（隔週水）

### 解説
- 大石邦彦（CBCアナウンサー兼報道局論説委員）

### 気象予報士
- 桜沢信司（CBC報道局所属気象予報士）

## コーナー
- 特集
- デラ調（DERA SHIRA）
- 天気予報
- チャント!野菜を食べましょう
- きょうママになりました

## 特別番組
2025年7月20日 - 第27回参議院議員通常選挙
『newsX 選挙どうなった』

『選挙の日2025』（21:00 - 0:00）から一部の時間帯を差し替える形で東海3県向けローカルパートとして編成された。
出演
- メインキャスター - 若狭敬一
- アンカーマン - 大石邦彦

ほか